# Boranci
Boranci (Servisch cyrillisch Боранци) is een plaats in de Servische gemeente Brus. De plaats telt 45 inwoners (2002).